# Танзимат
Танзима́т (осман. تنظيمات‎ [tanziˈmat] — «упорядочение», «уложение»; тур. Tanzimât) — принятое в литературе название модернизационных реформ (и самого периода их проведения) в Османской империи с 1839 до 1876 года, когда была принята первая османская конституция. Основные принципы реформ были изложены в Гюльханейском хатт-и-шерифе, изданном султаном Абдул-Меджидом 3 ноября 1839 года при вступлении на престол. В отличие от прежних реформ, главное место в Танзимате занимали не военные, а социально-экономические преобразования. Инициатива принадлежала образованной группе бюрократии, которую возглавлял Мустафа Решид-паша, ставший автором Гюльханейского хатт-и шерифа. В течение ряда лет он был послом в Великобритании и Франции, а затем был назначен министром иностранных дел. Под его руководством был разработан план новых реформ, призванных укрепить центральную власть, предотвратить развитие национально-освободительного движения на Балканах и ослабить зависимость Порты от европейских держав путём приспособления существующего строя к нормам западноевропейской жизни.

## Предыстория и предпосылки реформ
Необходимость реформ была вызвана углублением в начале XIX века кризиса Османской империи вследствие роста внутренних противоречий и обострения борьбы европейских держав за господство на Балканах и Ближнем Востоке. Экономический и политический упадок страны, поражения в войнах, сепаратизм окраинных феодалов, недовольство народных масс усилением налогового бремени и устаревшей феодальной системой породили в османских правящих кругах стремление к проведению реформ, которые, не затрагивая основ феодального строя, могли бы спасти империю от назревающей угрозы распада и гибели.
Попытки султана Селима III (1789—1807) и затем великого визиря Мустафы-паши Байрактара (1808) осуществить такие реформы потерпели неудачу. Реформы Махмуда II (в том числе уничтожение в 1826 янычарского войска) содействовали упорядочению государственного управления, форм земельной собственности и сопровождались усилением личной власти монарха, но мало способствовали прогрессу турецкого общества.
В то же время общий кризис империи продолжался, а наиболее ярким проявлением этого кризиса были в 1820-1830-х гг. неудачные для Турции войны, в которых она лишилась территорий современных Балкан и Греции и с большим трудом подавила волнения в Египте и Курдистане.

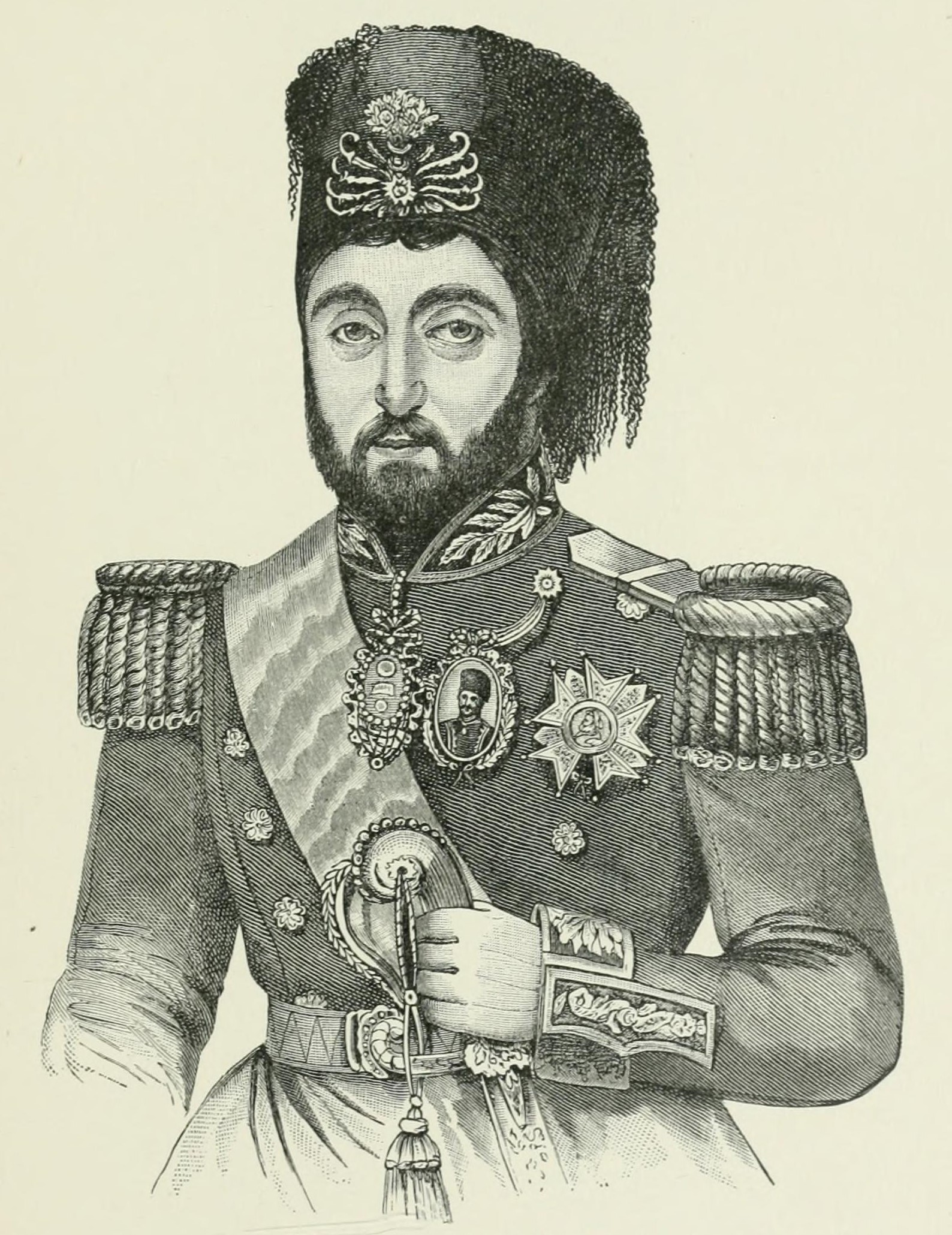
Коджа Мустафа Решид Паша

Одной из главных предпосылок реформ было заметное ухудшение экономического положения империи. Вплоть до конца XVIII века местные ремесленники в целом удовлетворяли медленно возраставший внутренний спрос. Более того, создались возможности для развития мануфактурного производства — усилился процесс разложения цеховой организации ремесла, всё большие масштабы приобретали скупка, авансирование и другие простейшие формы подчинения ремесленного производства торговому капиталу. Препятствия на пути торгово-промышленного предпринимательства толкали наиболее богатые элементы османотурецкого общества в сферу землевладения. С упразднением сипахийской системы окончательно оформился тип крупного землевладельца, выступавшего в качестве фактического собственника земли, хотя формально эта земля оставалась частью фонда мира, то есть государственных угодий. Утверждение феодально-абсолютистского режима лишь ограничило политическое могущество этого класса, но не затронуло корни его экономической власти. Феодальные порядки, в целом, сохранялись.

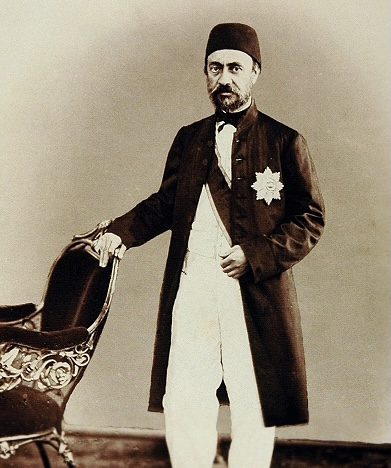
Мехмед Эмин Али-паша

Уже в первой половине XIX века, особенно после завершения промышленной революции в Европе, условия функционирования городского ремесла, как в азиатских, так и европейских провинциях резко ухудшились, многие отрасли пришли в упадок из-за выхода на рынки куда более дешёвой и зачастую качественной европейской продукции. В Анатолии особенно пострадали центры наиболее развитых отраслей производства — хлопчатобумажной, суконной, шёлковой промышленности, металлообработки — Бурса, Анкара, Диарбакыр, Амасья, Токат. Так, за первые 40 лет XIX столетия в 10 раз уменьшилось производство тканей в Бурсе и Диярбакыре. Резко сократилось изготовление основных, производившихся на экспорт товаров: шёлковых тканей, шерсти, невыделанной кожи, масличных семян, натуральных красителей, оливкового масла, табака в листьях, зерна, орехов, а также опиума. Почти весь шёлк-сырец вывозился теперь за границу, во множестве отраслей сохранялся лишь экспорт продукции с низкой добавленной стоимостью.
В структуре импорта при этом продолжали преобладать такие товары, как хлопчатобумажные и шерстяные ткани, металлы, изделия из металла и стекла, лекарства, готовая одежда и обработанная кожа, то есть товары с относительно высокой добавленной стоимостью.
Русский путешественник М. П. Вронченко, внимательно изучавший экономическое положение Малой Азии в 1830-х годах, отмечал, что число шерстяных станков в Анкаре сократилось с 2000 до 100, поскольку европейские изделия из ангорской шерсти стоят значительно меньше. Другие отрасли, не ощутившие в такой же степени воздействия иностранной конкуренции, вынуждены были сокращать производство из-за значительного сужения сырьевой базы в связи со снятием ограничений на экспорт местной сельскохозяйственной продукции. Сельское хозяйство, в котором было занято до 90% населения страны, реагировало на изменение экономической ситуации значительно слабее. Растущий спрос на продукты земледелия и скотоводства способствовал некоторому увеличению товарности сельскохозяйственного производства, но он не изменил общего положения в деревне. Задавленные тяжёлым бременем налогов и повинностей, отрезанные от рынка в одних случаях бездорожьем, неразвитостью транспортных средств, а в других — наличием посредников-скупщиков урожая, крестьянские хозяйства сохраняли свой натуральный характер. Меры правительства, направленные на обеспечение спокойствия в столице и провинциях, отмена государственной монополии на закупку шерсти и ряда других товаров после 1838 года, ликвидация внутренних барьеров и правительственных регламентаций способствовали оживлению внутренней торговли, что проявилось в увеличении товарообмена между отдельными районами страны, оживлении ежегодных ярмарок и еженедельных базаров.
Однако дальнейшему развитию торговли и складыванию единого внутреннего рынка препятствовали господство феодальных порядков и неустойчивость экономического положения в империи. Проникая в Турцию, иностранный капитал вместо того, чтобы активно способствовать становлению капитализма, пошёл по более лёгкому пути и стимулировал неразвитость экономики империи параллельно с торговлей, что превращало Турцию одновременно в источник сырья и рынок сбыта для европейских стран. Появление же капиталистического элемента в самом османском обществе тормозилось и тем обстоятельством, что правящая верхушка предпочитала не вкладывать крупных средств в хозяйственные начинания. Трудности накопления богатства и передачи его по наследству создали сильнейший стимул для непомерного и расточительного потребления. Поэтому в руках высшего слоя не аккумулировались большие капиталы, а постоянные войны препятствовали накоплению значительных сумм в государственной казне (а в итоге привели к расстройству финансов империи).

### Ход реформ
В российских и советских исторических работах данные преобразования принято условно разделять на два периода:
- Первый период — с 1839 по 1853 год, то есть до начала Крымской войны.
- Второй период — с 1856 по 1876 год, то есть c окончания войны до принятия конституции в 1876 года.

## Гюльханейский хатт-и-шериф
Работа по подготовке указа о реформах была начата ещё при жизни Махмуда II. В конце 1839 г. молодой султан Абдул-Меджид опубликовал знаменитый Гюльханейский хатт-и-шериф (осман. خط شریف‎, тур. hatt-ı şerîf, «хатт» — «священный указ», Гюльханэ — «жилище роз» — стамбульский парк Гюльханэ перед дворцом, где был объявлен хатт-и-шериф).
Признавалось необходимым изменить распределение податей в смысле их уравнительности и отказаться от системы сдачи их на откуп, определить расходы на сухопутные и морские силы; устанавливалась публичность судопроизводства. Все эти льготы распространялись на всех подданных султана без различия вероисповеданий. Сам султан принёс присягу на верность хатт-и-шерифу.
Гюльханейский хатт-и шериф провозглашал три основные цели преобразований: обеспечение безопасности жизни, чести и имущества для всех подданных империи вне зависимости от религиозной принадлежности; правильное распределение и взимание налогов; упорядочение рекрутского набора и сокращение срока военной службы. При осуществлении идей султанского указа 1839 г. Мустафа Решид-паша столкнулся с ожесточенным сопротивлением противников реформы, прежде всего улемов и высших чиновников, наживавшихся на взяточничестве и злоупотреблениях. Активное противодействие реакционеров привело к тому, что реформы Танзимата проводились непоследовательно. Много внимания уделялось инициаторами Гюльханейского акта реализации его положения о неприкосновенности жизни, имущества и чести всех подданных.
В хатт-и шерифе подчёркивалось, что поставленные задачи могут быть успешно решены только в случае единства правительства и народа. Авторы проекта считали, что Империи необходима государственная идеология, которая могла бы объединить многонациональное население страны. Такой идеологией провозглашается османизм. Для него характерен декларативный интернационализм, ибо сторонники османизма выступали за «равенство и единство всех народов», населяющих турецкую державу. В дальнейшем османизм станет идеологией «новых османов», младотурок. В годы Первой мировой войны османизм на деле будет оправдывать господство турок над нетурецкими народами.
Во время Крымской войны 1853-56 годов под давлением Великобритании и Франции, стремившихся ослабить позиции Российской империи при обсуждении условий Парижского мирного договора 1856 года и получить для себя новые привилегии в Турции, был подготовлен, а затем обнародован (18 февраля 1856) новый рескрипт султана (хатт-и хумаюн 1856). Наряду с повторением основных положений Гюльханейского акта, он содержал обещания развивать экономику страны и использовать для этой цели «опыт и капиталы Европы», то есть предоставить дополнительные привилегии иностранному капиталу; в частности, иностранные подданные получили право владеть недвижимостью на территории Османской империи на равных правах с турецкими подданными. Упоминание об этом рескрипте было включено в Парижский мирный договор (1856) и он стал частью международных обязательств Турции. В дальнейшем многие принятые во исполнение рескрипта 1856 законы содействовали укреплению позиций иностранного капитала и инонациональной (нетурецкой) компрадорской буржуазии и превращению Турции в полуколонию. Но в некоторой степени законы Танзимата способствовали улучшению госуправления, суда и администрации. Так, в 1864 был принят закон о вилайетах, в 1858 — уголовный и земельный, в 1869 — гражданский кодексы (хотя они во многом представляли собой собрание старых норм шариата).
В 1858 г. был принят земельный закон, закреплявший земельные отношения, сложившиеся после отмены ленной системы. Подавляющая часть земель принадлежала государству или являлась вакуфной. Она сдавалась в аренду и её нельзя было продавать, закладывать, дарить. Наследование таких земель также было ограничено. Земли в Османской империи исторически делились на:
- Мири — государственная. К ней относился основной массив земель страны. Право верховной собственности этих земель принадлежало государству.
- Мюльк — «частнособственная». Это безусловные феодальные земельные пожалования.
- Вакуф (Вакф) — земля, доходы с которой поступали религиозным учреждениям или на общественно-благотворительные нужды.

В декабре 1857 г. шейх-уль-ислам вынес решение, одобренное высшим советом юстиции, о правилах передачи земель мири мужчин и женщин, умерших бездетными, и о расширении круга лиц, имеющих право получить их земли с условием уплаты тапу (документ на право владения землей мири). Такие участки было решено, прежде всего, передавать бесплатно отцу или матери умершего. Если их не было, то устанавливалась определённая очерёдность передачи надела по тапу. Постановления о расширении круга наследников были включены в Земельный закон 1858 г. 25 февраля 1858 г. это постановление было распространено на земли мири, доходы с которых были посвящены в вакфы (так называемые «неистинные»). Отныне неистинные вакфы стали называться султанскими вакфами с упорядоченной документацией. Нововведения 1839—1858 гг., касавшиеся аграрных отношений, были подготовкой к аграрному закону 1858 г. Первичная подготовка закона была возложена на специальную временную комиссию. Были рассмотрены все предыдущие земельные законы, начиная со времени Сулеймана I Великолепного (Кануни), и все фетвы шейх-уль-исламов, связанные с вопросами землевладения. 21 апреля 1858 г. проект был представлен Совету Танзимата, затем поступил на утверждение шейх-уль-ислама и великого везира. После одобрения султана закон был утвержден окончательно 6 июня 1858 г. В Земельном законе речь шла о правовом режиме владения землями мира, в том числе и теми, что находились в распоряжении вакфов. Собственность мюльк лишь упоминалась, так как владение этой собственностью регулировали законы шариата. Были названы пять категорий земель, существовавших в государстве в соответствии с традиционной османской классификацией:
1. земли мюльк (мемлюке)
2. государственные (мирийе)
3. вакфы (мевкуфе)
4. общественные (мутраке)
5. пустопорожние (меват)

Земельный закон отличался консерватизмом. Нельзя было использовать землю, как хотелось, например, заняться на своем участке изготовлением кирпича. Запрещалось хоронить на этой земле умершего. Без разрешения чиновника нельзя было сажать деревья, разводить сады. Землю по закону 1858 г. разрешалось передавать бесплатно или продавать за условную цену только с разрешения соответствующего правительственного чиновника. Вместе с тем, возможности землевладельца распоряжаться наделом расширились. Он мог отдать свой надел в аренду и взять за него ссуду или отдать землю в залог. Хотя права крестьян на землю по закону 1858 года расширились, право собственности не стало полным.
Верховное право собственности осталось за государством, были сохранены феодальные ограничения в пользовании и распоряжении землями мири. В связи с усилением спроса, главным образом внешнего, на продукты турецкого сельского хозяйства, все большее распространение начали получать чифтлики. В социально-экономическом смысле чифтлик представляет собой конкретно-историческое проявление общего объективного процесса развития форм государственной земельной собственности и частной земельной собственности. Чифлиткчийская земельная собственность — это новая передовая форма земельной собственности, характерная для периода разложения османского феодализма. Чифтлики в тогдашних условиях были прогрессивным фактором в социально-экономических отношениях в сельском хозяйстве, а следовательно, в Турции в целом. Если говорить об эволюции налоговой политики в годы Танзимата, то потребовалось 15 лет после издания Хатт-и-хумаюна, прежде чем было принято новое постановление о порядке сдачи с торгов откупа ашара и взимания его непосредственно государством. Первый раздел этого постановления подробно рассматривал порядок организации торгов для сдачи ашара на откуп лицам, предложившим установленную администрацией цену, порядок взимания ашара откупщиками в зависимости от сельскохозяйственной культуры и пр. В то же время в самом постановлении не было ни слова об отмене откупа.
Впервые в истории Османской империи был поднят вопрос о строительстве железных дорог. Классическое бездорожье и архаичные транспортные средства султанской Турции тормозили торгово-экономическую экспансию Запада. Османское правительство отдавало себе отчет в необходимости улучшения путей сообщения. В 1866 г. была учреждена специальная правительственная комиссия по разработке проектов дорожного строительства в империи. Правда, как показала практика, деятельность этой комиссии свелась главным образом к ремонту улиц Стамбула. Поэтому в вилайетах вопросы дорожного строительства находились в руках местных властей. Большое внимание дорожному строительству уделялось, например, в Дунайском вилайете во второй половине 60-х годов, когда губернатором был Мидхат-паша. При нём в вилайете было проложено около 3 тыс. км дорог и построено 420 мостов. Немалую роль в строительстве грунтовых дорог сыграл тогда и иностранный капитал: французские компании построили в те годы дороги, связавшие Бейрут и Дамаск, а в Западной Анатолии Бурсу с Муданьей. Состояние дорог в ряде районов Османской империи, таким образом, несколько улучшилось. Во второй половине XIX в. османское государство было ещё не в состоянии самостоятельно осуществлять строительство и эксплуатацию железных дорог. Турецкое правительство было вынуждено отказаться от первоначальных намерений строить железные дороги самостоятельно. Железнодорожное строительство в Османской империи в 50-70-е годы XIX в. (как впрочем, и позже) осуществлялось главным образом иностранными концессионерами.
Первыми за железнодорожное строительство взялись англичане. Уже в 1856 г. английская компания получила концессию на строительство 130-километровой железной дороги Измир — Айдын. Другое английское акционерное общество в 1863 г. приобрело концессию на строительство железнодорожной линии Измир — Касата (93 км). К 70-м годам длина всех железных дорог империи составляла лишь 1600 км. Все они представляли собой сравнительно небольшие железнодорожные ветки. Основное их назначение заключалось в том, чтобы обеспечить надежную связь османских портов с внутренними районами и тем самым создать условия для расширения сбыта европейской продукции и вывоза из страны сельскохозяйственного сырья.
Большое внимание уделялось вопросу о налогах, так как они формировали бюджет страны. Реформаторы считали, что необходимо совершенствовать учёт и контроль налоговых поступлений. Это и понятно: некоторые провинции отказывались платить налоги, в других областях откупная система снижала реальные поступления в бюджет до минимума. Правительство отменяет систему откупов, чрезвычайные налоги, барщину, пытается упорядочить сбор налогов с немусульман. Однако многие постановления на местах не выполнялись. Так, откупщики не хотели терять свои доходы и всяческими путями «обходили» закон. Борьба с откупной системой закончилась поражением реформаторов.
В 60-х годах были отменены цеховые регламентации, что стало ещё одним важным шагом на пути становления капитализма.

### Военная реформа
В рамках Танзимата была проведена военная реформа. В стране вводится всеобщая воинская повинность для мусульман, а также для немусульман (хотя призыв немусульман в армию почти не проводился, за исключением службы на флоте), срок службы в армии сокращается с 15 до 5-7 лет (а далее до 4 лет). Армия в империи стала регулярной и современной. Также в рамках военной реформы была введена новая, более удобная и современная военная форма в армии.

### Реформа образования

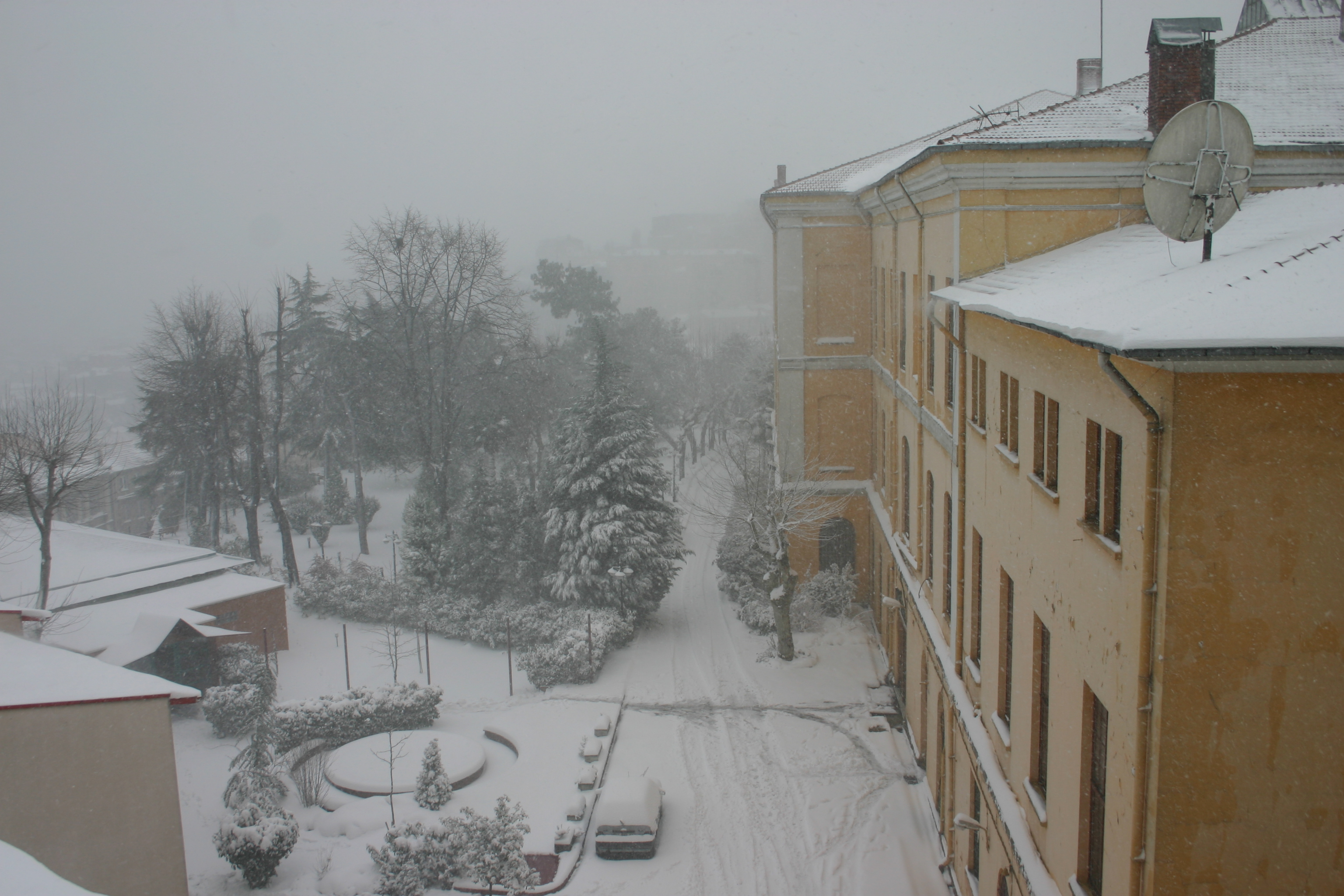
Галатасарайский лицей, образованный во время реформ Танзимата

Продолжалось начатое в 40-х годах открытие светских школ — начальных, средних и высших. Для руководства светскими школами было создано министерство просвещения. В середине 60-х годов в светских начальных школах насчитывалось 660 тыс. учеников. Средних же школ было только несколько десятков. При этом сохранились все школы при мечетях, а в светских начальных школах половина учебного времени отводилась религии. Фактический контроль над школами по-прежнему оставался у духовенства. В 1869 г. был принят закон, предусматривавший введение в турецких школах трёх-четырёхлетнего всеобщего образования.

### Религиозный и национальный вопросы
Религиозный эдикт был принят в 1856 г. Он провозглашал полное равенство в правах мусульман и немусульман. Изначальный проект реформы предполагал лишь частичное равенство в правах с узакониванием главенствующей роли исламских норм и прав. Но в итоге власти попробовали пойти на более резкие преобразования для успокоения повстанческих настроений в европейской части империи. В реальности, тем не менее, нормы ислама продолжали быть центральными; нарушение их (неверное одеяние, распитие спиртных напитков, употребление нехаляльных продуктов) грозило человеку тюремным заключением или даже смертной казнью. В итоге провозглашенная свобода совести осталась преимущественно на бумаге.
В Палестине проведенная земельная реформа позволила создать рынок земли. Целый ряд евреев из России и других стран начали активно скупать земли и затем переселяться туда. В дальнейшем противоречивая политика привела к расселению евреев в том числе по всей территории Турции. Данная торговля и перепродажа земли также привели к росту налоговых поступлений в бюджет.
В Армении в 1863 была принята национальная конституция, которая закрепляла суверенитет империи над данной территорией и была одобрена центральным правительством. Всего документ насчитывал около 150 статей и был написан и одобрен армянской интеллигенцией, а также одобрен Католикосом всех армян. Данным документом учреждалась также армянская национальная ассамблея.

## Итоги реформ

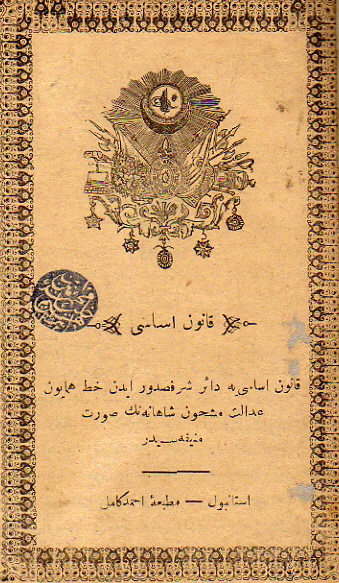
Османская конституция 1876 года

Так как реформы Танзимата в той или иной мере противоречили традициям и шариату, а также затрагивали материальные и социальные интересы чиновников, духовенства и других феодальных элементов, то их осуществление требовало больших усилий и часто оказывалось непродуктивным. Почва для буржуазных реформ в европейских странах и в Османской империи была разной в плане уровня социально-экономического развития и господствующих идеологий.
В период реформ наблюдался существенный рост сельскохозяйственного производства. Косвенным доказательством этому может служить увеличение общей суммы ашара, собираемого по стране. За время с 1848 по 1876 гг. поступления в государственную казну по этой статье дохода возросли почти в 4 раза, поднявшись с 194,8 млн до 743,6 млн курушей. В то же время в 1863—1872 гг. стоимость импорта превышала стоимость экспорта в среднем на 27 млн т. ежегодно. Дефицит внешней торговли империи покрывался иностранными займами и усиливал общеэкономическую и финансовую зависимость страны от европейского капитала. С одной стороны, мировой рынок стимулировал развитие в Османской империи структуры и объёмов производств в отрыве от исторически сложившихся в османском обществе потребностей, а с другой — под его же воздействием у населения страны формировались новая структура и набор потребностей без соответствующей им внутренней производственной базы. Возникшие диспропорции, или «ножницы» в развитии сфер производства и потребления означали, что османская экономика постепенно утрачивала способность воспроизводства на своей собственной основе.
Экономическая самостоятельность Османской империи была подорвана. После Крымской войны турецкие реформаторы стремились обеспечить финансовую базу для проводимых в стране преобразований, продолжали перестройку финансовой и налоговой системы империи. В духе реформ Танзимата создавались новые финансовые учреждения, предпринимались усилия по упорядочению взимания с населения традиционных налогов, вводились новые. Но фискальная политика Порты после Крымской войны по-прежнему «работала» главным образом на изъятие производимого податным населением страны продукта. Центральное правительство стремилось извлекать средства из вилайетов, обескровливало их и мало что предлагало взамен. Несмотря на сохранившиеся пороки османской налоговой системы, общее оживление хозяйственной жизни империи в 50-60-х годах обеспечило существенное увеличение налоговых поступлений в государственную казну. Общая сумма доходов государства с 1857 по 1871 г. выросла почти вдвое — с 1038 млн до 1920 млн курушей. Однако рост доходов османского правительства не поспевал за ростом расходов. Высокая степень финансовой эксплуатации Османской империи европейским ссудным капиталом и общая кризисная ситуация в мировой экономике в середине 1870-х годов привели империю к банкротству.
Но помимо этих внешних причин существовали ещё и внутренние причины. Бюджет империи формировался в основном за счёт налогов, собираемых с сельского населения, и был поэтому весьма уязвим и неустойчив. Финансовое банкротство Порты было закономерным итогом вовлечения империи с её аграрной, малоэффективной экономикой и отсталым феодальным государством в систему международного капиталистического кредита. После первых иностранных займов, полученных Портой в годы Крымской войны, османское правительство было вынуждено вновь обратиться к внешним источникам финансирования. До своего банкротства в 1875 г. Порта сумела заключить договоры о ещё 15 внешних займах. В результате к 1875 г. сумма займов достигла 242 млн османских лир.
Внешняя задолженность страны очень быстро росла. Если в 1854 г. она составляла 75 млн франков, а в 1863 г. — 200 млн французских франков, то в 1874 г. она равнялась уже 1 млрд франков. В октябре 1875 г. турецкое правительство вынуждено было объявить о своей неспособности погашать внутренний долг в требуемых размерах. В официальном сообщении турецкого правительства о банкротстве Турции указывалось, что в течение ближайших пяти лет расчеты по внешним и внутренним долгам будут снижены наполовину. Однако в 1876 г. выплаты по государственному долгу были вообще приостановлены. Османская империя обанкротилась. Рост государственной задолженности Османской империи вызывал повышенное внимание европейских кредиторов к состоянию её финансов. Объективно они были заинтересованы в модернизации финансовой системы страны, в переходе Порты от средневековых к буржуазным нормам в организации и осуществлении как общей её финансовой политики, так и конкретной практики финансовых операций. В противном случае эксплуатация Османской империи по линии вывоза ссудного капитала была бы крайне затруднена.
И внутренние, и внешние обстоятельства побудили Порту учредить в 1863 году на базе существовавшего в стране с 1856 года английского Оттоманского банка центральный государственный банк, призванный модернизировать управление финансами Османской империи. Концессия на организацию этого банка, получившего название «Имперский Оттоманский банк», была выдана первоначально сроком на 30 лет английским и французским финансистам, затем она была продлена ещё на 50 лет. По условиям концессии в обязанности этого нового банка входило обслуживание всех операций, связанных с учётом финансовых поступлений в государственную казну, а также осуществление из неё по приказу министра финансов необходимых выплат. Банк обладал исключительным правом эмиссии банкнотов, действительных на всей территории империи. Поэтому, начиная с 1863 года, многие иностранные займы заключались при непосредственном содействии и участии Имперского Оттоманского банка. Являясь формально государственным, этот банк на деле принадлежал английскому и французскому, а с 1875 года ещё и австрийскому капиталу.

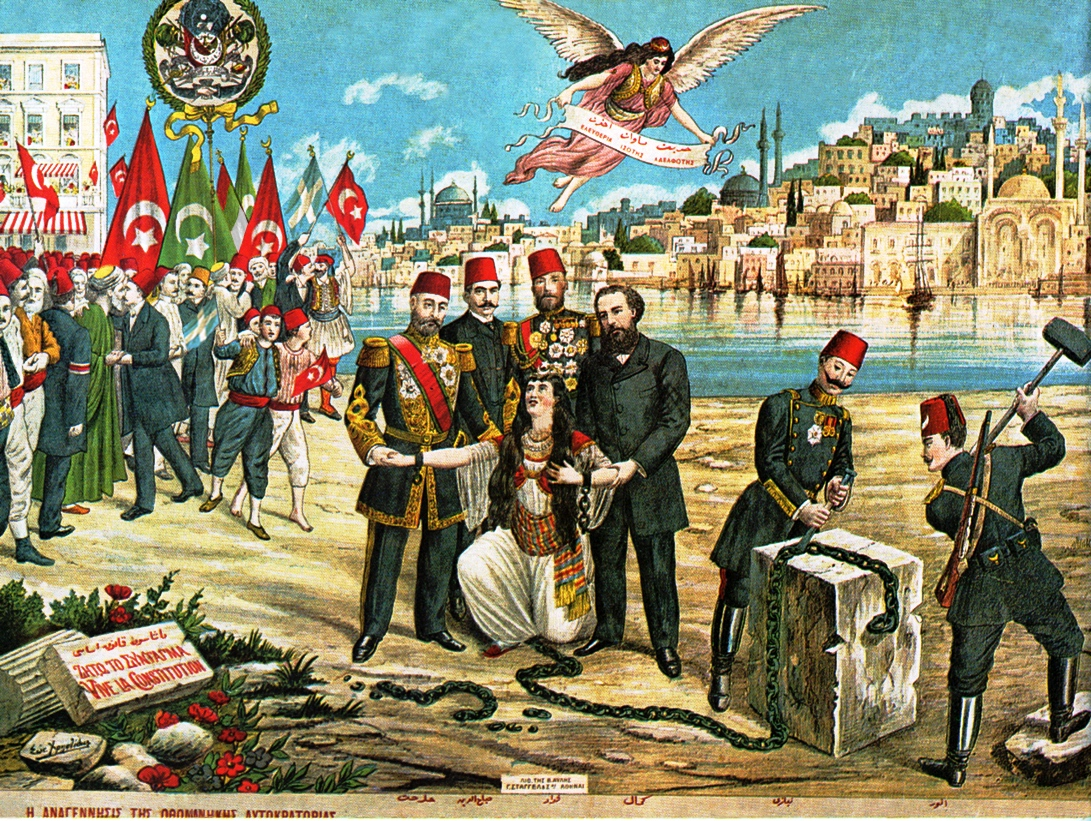
Турецкая открытка 1908 года, отмечающая восстановление конституции. На ней изображены источники вдохновения движения — Мидхат-паша, принц Сабахаддин, Фуад-паша и Намык Кемаль, военные лидеры Ниязи-бей и Энвер-паша, а также лозунг «Свобода, равенство, братство» (hürriyet, müsavat, uhuvvet по-турецки, ελευθερία, ισότης, αδελφότης по-гречески)

Несмотря на заявленные радикальные преобразования, многие из реформ остались только на бумаге, другие исполнялись лишь наполовину. Османское общество хоть и остро нуждалось в пакете реформ, нуждалось также и в жёстком реформаторе, а не в мягкой власти султана, по факту не обращавшего внимание на коррупцию и разложение империи. К 1870-м годам Турция получила первые результаты реформ, которые говорили о необходимости дальнейшего реформирования общества, а на практике началась эпоха контрреформ. Локальные позитивные изменения были неспособны вернуть Османской империи былую мощь и славу. Многие финансовые позитивные изменения (например, рост доходов государственной казны) активно использовались европейскими державами для выплачивания им крупных сумм по займам империи.
Реформы Танзимата не оправдали возлагавшихся на них надежд, однако и достигнутые успехи имели большое значение для дальнейшего исторического развития государства. Следствием административных реформ явился заметный рост гражданской бюрократии. Она оказала широкое влияние на ход преобразований. Старая военно-феодальная бюрократия мешала преобразованиям. В начале 50-х годов разочарование османского правительства в результате реформ было связано с проявившейся к этому времени инфляцией, хроническим дефицитом в фискальных делах, экономической депрессией. Это побуждало многих сановников высказаться за отказ от дальнейших реформ. Отсутствие строгой отчётности в финансах, сохранение почти неизменными принципов налогообложения политики средневекового государства, халатность и злоупотребления мешали упорядочению в финансовой области. В связи с тем, что при сборе налогов не только сохранились, но даже усилились злоупотребления правительственных чиновников, широкие слои населения также были недовольны реформами, отождествляя их со злоупотреблениями.
Существовало и множество других причин, тормозивших развитие страны и проведение реформ:
- Большая сила османской бюрократии, не желавшей серьёзных преобразований.
- Невозможность отказа от религиозной власти в середине XIX столетия, неспособность множества чиновников понять необходимость смещения религии на второй план в принятии политических и экономических решений.
- Неспособность отказа от политики закрытости государства с одновременной слабостью турецкого капитализма и турецкой экономики в целом.
- Непонимание того, что навязанные Османской империи кабальные европейские займы приводили финансовую систему не в порядок, а в полное расстройство.
- Огромный уровень коррупции в империи.
- Отсутствие массовой поддержки реформ среди населения, а также отсутствие понимания того, какими должны быть данные реформы.
- Средневековый характер османского общества XIX столетия.[что?]
- Усиление монархической власти при Махмуде II было недостаточным для совершения резких изменений в стране.
- Реальная неготовность молодого султана Абдул Меджида I понять всю важность проведения множества реформ вместе с жёсткой финансовой дисциплиной (огромные суммы были потрачены на ведение войны с Российской империей и на строительство роскошного дворца Долмабахче).
- Серьёзные культурные и национальные противоречия внутри империи, не позволявшие народам от арабского мира до Европы и от Египта до Кавказа одинаково воспринимать реформы и стремиться соблюдать новые порядки.

## Список реформ

### Экономические реформы
- Выпущены первые османские денежные банкноты (1840);
- Финансовая реформа. Министерство финансов начало работать по образцу Франции (1840). Впервые была учреждена процентная ставка рефинансирования, понятие акционерных обществ, учреждена первая фондовая биржа;
- Впервые был опубликован бюджет страны (1841—1842), а в 1846—1847 был принят первый современный профессиональный бюджет;
- Отмена средневековых устоев в экономике. Замена гильдий и мануфактур на фабрики;
- Отмена дополнительных налогов для немусульман, переход к регулярному подоходному налогообложению. Отмена откупной системы;
- Кратное повышение собираемости налогов, повышение налогов для сельского населения;
- Чиновники официально освобождались от уплаты налогов, в рамках частичной борьбы с коррупцией;
- Учреждение компании Şirket-i Hayriye, построившей в Турции первые пароходства (1851);
- В 1855 г. Османская империя впервые взяла крупный иностранный кредит у Великобритании;
- Открытие в районе Стамбула Зейтинбурну первой механической фабрики по производству тканей, а также профессиональной швейной школы при ней;
- Массовое открытие заводов по производству пряжи и выделке хлопка;
- Государственных служащих обязали покупать одежду, сшитую исключительно из тканей османского производства;
- Создание первого образцово-индустриального парка Йедикуле;
- Установка первых телеграфных сетей (1847—1855), строительство первых железных дорог (1856);
- Начало массового дорожного строительства;
- Учреждение Османского центрального банка (Bank-ı Osmanî, 1856)[8] и Османской фондовой биржи (Dersaadet Tahvilat Borsası, 1866);[9]
- Введено разрешение на открытие частных типографий и издательств, восстановлены открытые ранее при Селиме III типографии, позднее закрытые — Serbesti-i Kürşad Nizamnamesi (1857).

### Политические реформы

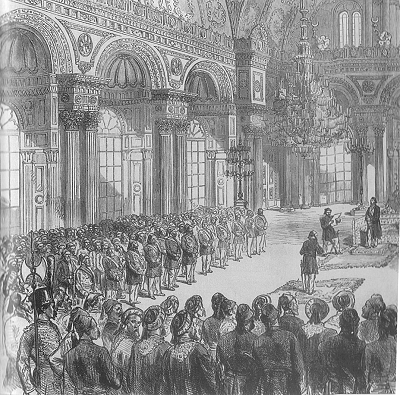
Открытие османского парламента в 1877 году

- Учреждение первого османского меджлиса, прототипа будущего турецкого парламента (1841);
- Учреждение министерства внутренних дел (1845) и министерства образования (1857);
- Учреждение современного стамбульского муниципалитета (Şehremaneti, 1854) и совета городского планирования (İntizam-ı Şehir Komisyonu, 1855);
- Национальный закон, официально провозгласивший все население империи «османским», без разделения по национальному или религиозному признаку (1869);
- Немусульман (в том числе христиан) допустили к государственной службе;
- Впервые мусульман и немусульман полностью уравняли в политических правах;
- В 1876 году учреждён полноценный двухпалатный парламент (распущен в 1878).

### Законодательные реформы
- Впервые всем подданным Османской империи гарантировалось право на жизнь, на честь и достоинство, а также на имущество (1839 г.);
- Принятие гражданского и уголовного кодекса по образцу французского (1840);
- Принятие нового торгового и коммерческого кодекса (1850);
- Появление первых гражданских (то есть немусульманских) судов (Meclis-i Ahkam-ı Adliye, 1853), а также коммерческих судов и Верховного суда (Meclis-i Ali-yi Tanzimat, 1853);
- Принятие земельного кодекса (Arazi Kanunnamesi, 1857);
- Принятие журналистского кодекса (Matbuat Nizamnamesi, 1864)[2]
- Основан государственный совет для рассмотрения исков против государственных служащих (1867);
- Впервые гарантированы права иностранцев на имущество, землю и недвижимость на территории Османской империи, закреплено земельное право;
- Принята первая конституция Османской империи (1876).

### Социальные реформы
- Учреждена почта Османской империи (1840);
- Принятие первого Османского гимна и Османского национального флага (1844);
- Первая в истории Османской империи перепись населения, которая пересчитала всё мужское население страны (1844);
- Введение первых Меджидее, прототипов полноценных паспортов (1844);
- Полная отмена рабства и запрет работорговли (1847);
- Хатт-и-Хумаюн (1856) гарантировал равенство в правах представителям всех религий;
- Отмена уголовной ответственности за гомосексуализм (1858)[10].

### Культурные реформы

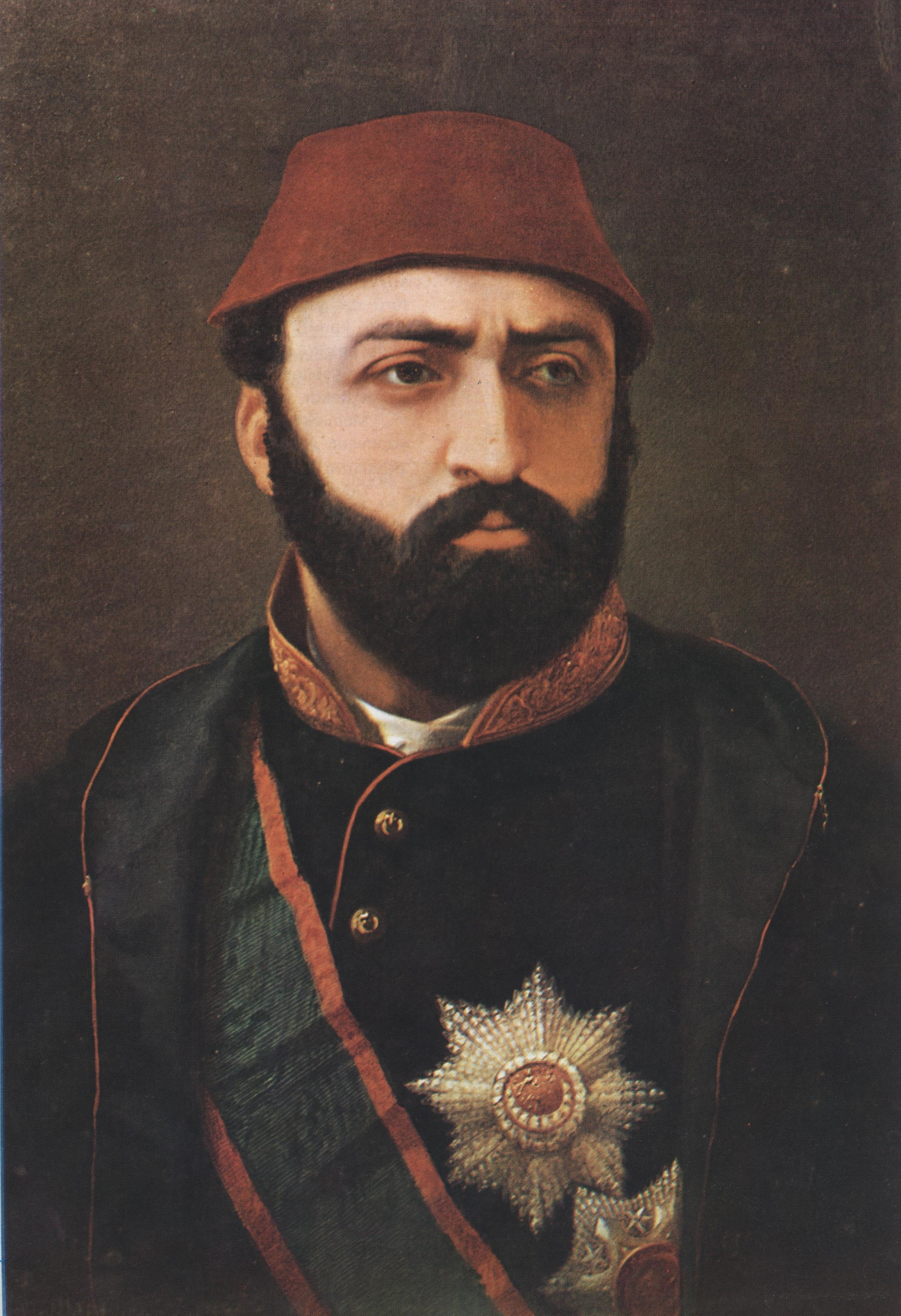
Султан Абдул Азиз начал мобилизацию морского флота

- Учреждение первых Османских университетов (darülfünun, 1848), академий (1848) и педагогических школ (darülmuallimin, 1848);
- Появление первых светских (то есть нерелигиозных) школ;
- Учреждение министерства здравоохранения (Tıbbiye Nezareti, 1850);
- Учреждение Османской Академии Наук (Encümen-i Daniş, 1851);
- Учреждение школы экономических и политических наук (Mekteb-i Mülkiye, 1859);
- Впервые студенты из Османской империи поехали учиться за границу.

### Военные реформы
- Переход к профессиональной и регулярной армии Османской империи (призывать начали мужчин старше 20 лет). Сокращение сроков обязательной службы в армии до обязательных 4 лет против 15 ранее (1843-44);
- Впервые в армии разрешили служить также немусульманам (1856);
- Султан Абдул Азиз отдал приказ о создании военно-морского флота по образцу европейских;
- Основано военно-морское министерство (1867);
- Организована система продвижения по службе, аналогичная европейским (1869).